# زهرة الدم القرمزية
زهرة الدم القرمزية حمحمة الحنش أو وفيد الحنش  (الاسم العلمي: Haemanthus coccineus) هي نوع من النباتات تتبع جنس زهرة الدم من فصيلة النرجسية. تم وصف هذا النوع من النبات علمياً لأول مرة من قبل كارولوس لينيوس سنة 1753.

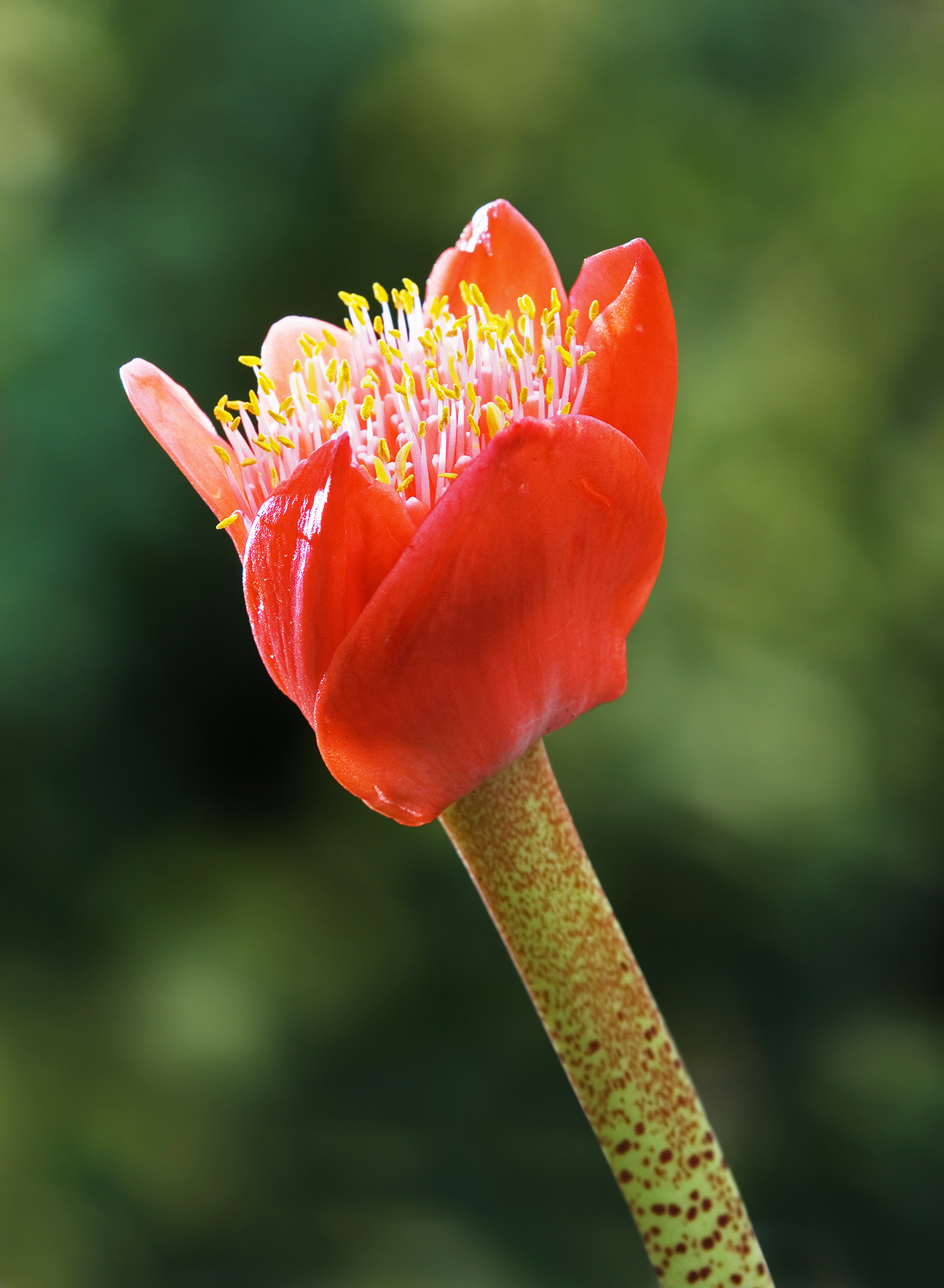
Flower emerging.

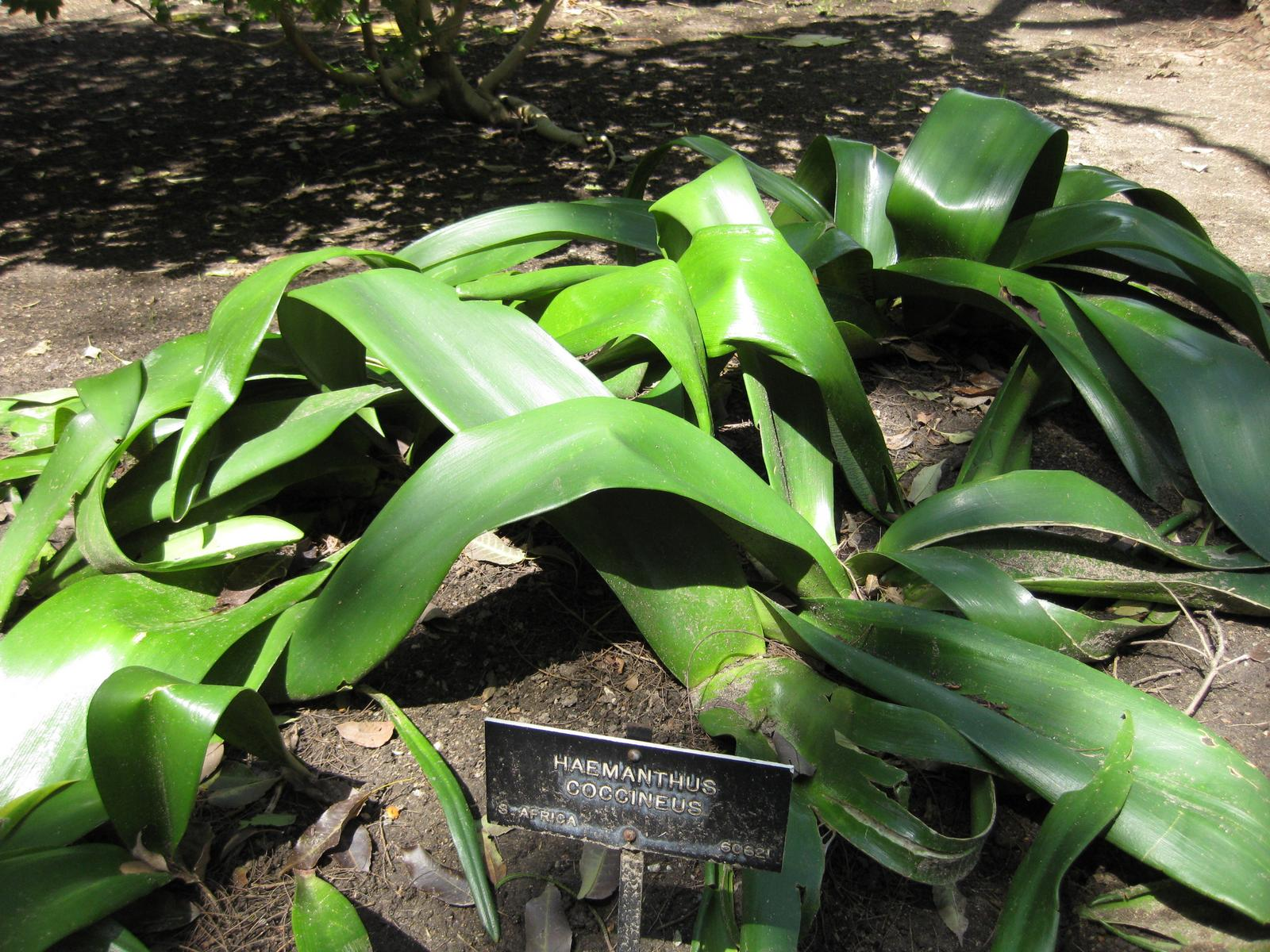
Foliage.

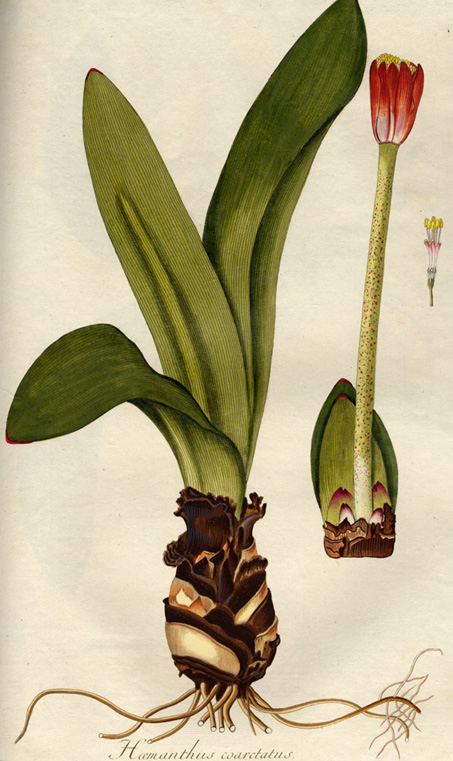
Haemanthus coarctatus
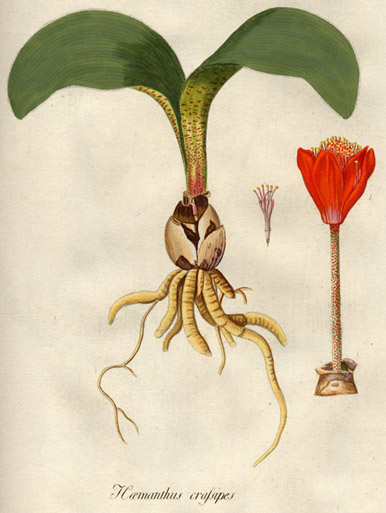
Haemanthus crassipes
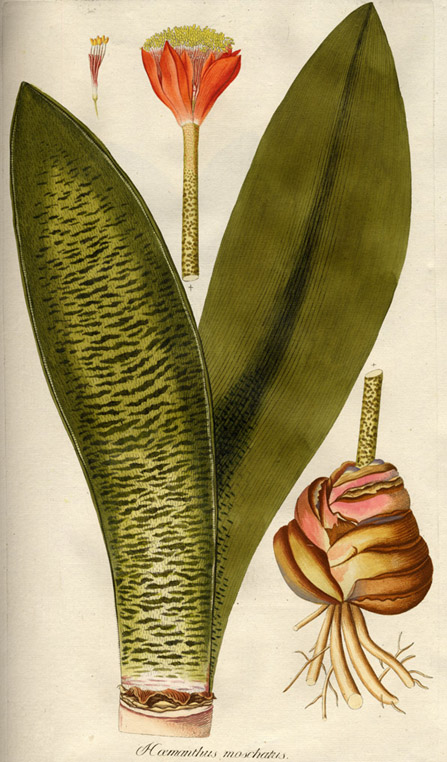
HaemanthusH. moschatus
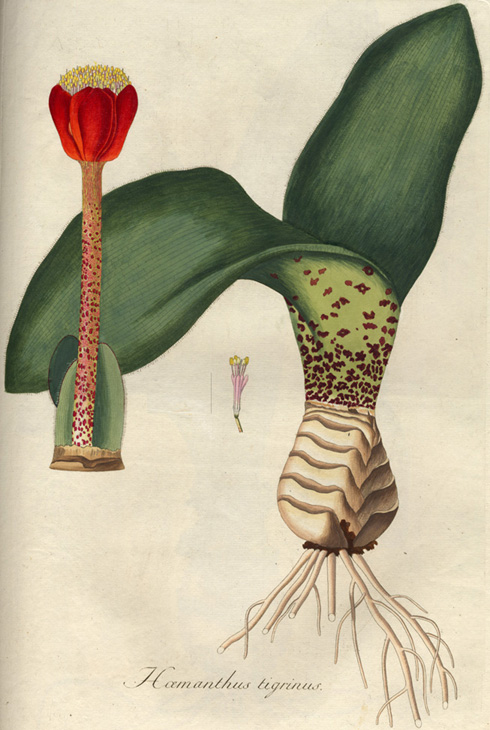
Haemanthus tigrinus